# Aleksy Kuziemski
Aleksy Kuziemski (ur. 9 maja 1977 w Świeciu) – polski bokser wagi półciężkiej, olimpijczyk, zawodowy mistrz świata federacji WBO Inter-Continental oraz mistrz europy federacji EBA, medalista Mistrzostw Świata oraz Mistrzostw Europy. Amatorsko zawodnik Hetmana Białystok, wychowanek Astorii Bydgoszcz.

## Kariera amatorska
W 2003 w Bangkoku wywalczył brązowy medal na Mistrzostwach Świata amatorów. Rok później w Puli został brązowym medalistą Mistrzostw Europy. Brał także udział w Mistrzostwach Europy w 2002 w Permie, gdzie doszedł do ćwierćfinału oraz w Igrzyskach Olimpijskich w Atenach w 2004, gdzie przegrał już w swojej pierwszej walce.
Na ringu amatorskim stoczył 200 walk, z czego 165 wygrał, a 35 przegrał.

## Kariera zawodowa
5 marca 2005 roku, zadebiutował w boksie zawodowym podczas gali boksu zawodowego w Leverkusen, gdzie w trzeciej rundzie, przez nokaut techniczny pokonał Mayala Mbungi.
12 listopada 2008 roku pokonał Litwina Mantasa Tarvydasa, przez TKO w siódmej rundzie, zdobywając pas EBA, wagi półciężkiej.
7 marca 2009 roku, po raz pierwszy obronił pas EBA, zwyciężając w piątej rundzie przez TKO, Niemca Armina Dollingera.
22 sierpnia 2009 roku, zanotował pierwszą porażkę na zawodowym ringu. W jedenastej rundzie, przez techniczny nokaut przegrał z Juergenem Braehmerem. Stawką pojedynku był tymczasowy pas Mistrza Świata federacji WBO.
6 marca 2010 Kuziemski po raz pierwszy boksował przed polską publicznością. Na gali w Katowicach, po ośmiorundowym pojedynku pokonał jednogłośnie na punkty Larsa Bucholzla.
22 maja 2010 pokonał jednogłośnie na punkty, po dziesięciu rundach Rosjanina Igora Mikhalkina. Stawką walki był międzynarodowy tytuł Mistrza Niemiec w wadze półciężkiej.
29 października 2010 Kuziemski przegrał z Rosjaninem Dmitrijem Suchockim. Już w pierwszej rundzie rywal Polaka zaliczył nokdaun, jednak w szóstej odsłonie po serii ciosów Suchockiego sędzia postanowił zakończyć pojedynek mimo iż Aleksy Kuziemski nie był liczony. Stawką pojedynku był wakujący, interkontynentalny pas federacji WBO oraz tytuł Mistrza Europy federacji EBA.
W listopadzie 2010 roku niemiecka grupa bokserska Universum postanowiła rozwiązać kontrakt z Aleksym Kuziemskim. 
19 grudnia 2010 Kuziemski stoczył pierwszy pojedynek od opuszczenia niemieckiej grupy Universum. Na gali w Białymstoku, pokonał przez nokaut w trzeciej rundzie Dmitrija Protkunasa. Z kolei w 15 kwietnia 2011 pokonał na punkty Artursa Kulikauskisa. Od tego czasu występuje w grupie zawodowej tworzonej przez Dariusza Snarskiego.
21 maja 2011 Kuziemski zastąpił Braehmera w pojedynku z Nathanem Cleverly o mistrzostwo świata organizacji WBO. Pierwotnie do walki z Cleverlym przymierzany był Tony Bellew, który jednak nie wypełnił limitu wagowego. Polski pięściarz przegrał ten pojedynek w czwartej rundzie przez TKO na skutek kontuzji nosa oraz łuku brwiowego.
26 listopada 2011 Aleksy Kuziemski przegrał po dwunastu rundach z Doudou Ngumbu jednogłośnie na punkty w walce o pas Mistrza Świata federacji WBF.